# 大阪府立鶴見商業高等学校
大阪府立鶴見商業高等学校（おおさかふりつ つるみしょうぎょうこうとうがっこう）は、大阪府大阪市鶴見区に所在する公立の商業高等学校。

## 設置学科
- 商業科

## 概要
2003年に商業科総合選択制を導入し、多彩な科目が開講されている。科目は5系統（2009年度以降入学生は3系統）に分かれ、2年次以降は生徒の興味関心に応じて科目を選択する。
校訓は「愛　誠　礼」。人を愛する思いやりの気持ち、誠意を尽くす気持ち、礼儀をわきまえる態度を持った人間になってほしいとの願いが込められている。

## 沿革
当時の高校生増加対策や実業教育の拡充策として、大阪市で11番目の市立商業高等学校として開校した。開校当初は旭区森小路・元大阪市立古市小学校分校に仮校舎を設置していたが、校舎の完成にともない1963年度2学期より現在地での授業を開始した。
2007年には、大阪市立の高等学校としては初めて、民間人校長が着任した（在任2007 - 2009年）。
- 1963年4月1日 - 大阪市立鶴見商業高等学校が開校。当初は仮校舎で授業。
- 1963年8月 - 現在地の本校舎に移転。
- 1966年 - 女子商業科を設置。
- 1977年 - 女子商業科を商業科に統合。
- 2003年 - 商業科総合選択制を導入。会計ビジネス・流通ビジネス・情報ビジネス・緑地ビジネス・国際ビジネスの5系統を導入。
- 2009年 - 商業科総合選択制の系統を、会計ビジネス・情報ビジネス・流通ビジネスの3系統に再編（同年以降入学の生徒より適用）。
- 2022年 - 大阪府への移管により、大阪府立鶴見商業高等学校と改称。

## 交通
- 大阪シティバス・鶴見商業高校前バス停よりすぐ
- 大阪シティバス・鶴見六丁目バス停より東へ約650m
- 大阪シティバスおよび近鉄バス・鶴見バス停より北へ約1km
- Osaka Metro長堀鶴見緑地線「今福鶴見駅」より北東へ約1.5km